# Pofonadás 3 (Így jártam anyátokkal)
A Pofonadás 3 az Így jártam anyátokkal című amerikai televíziós sorozat kilencedik évadjának tizennegyedik epizódja. Eredetileg 2014. január 13-án vetítették, az Egyesült Államokban, míg Magyarországon két hónappal később, 2014. április 14-én. Ez a harmadik és utolsó része a Pofonadás-trilógiának.
Ebben az epizódban Barney megkapja utolsó előtti pofonját, melyet Marshall egy alaposan kiszínezett történettel illusztrálva annyira fájdalmasnak célzott, amennyire csak lehetséges.

## Cselekmény
|  | Alább a cselekmény részletei következnek! |

Vasárnap hajnali 1 órakor, 17 órával az esküvő előtt, minden ott folytatódik, ahol az előző rész abbamaradt. Marshall épp egy óriási pofont készül lekeverni Barneynak. Jövőbeli Ted szerint ennek a pofonnak rendes története van, ezért nekilát azt elmesélni. Néhány héttel korábban a banda a MacLaren's bárban üldögélt, ahol felemlegetésre kerül a pofogadás. Marshall azt mondja, hogy azt akarja, hogy a következő pofon legyen annyira fájdalmas, amennyire csak lehetséges, amire Barney azt feleli, hogy a sok pofon hatására már immunis a fájdalomra.
Erre Marshall elkezd mesélni egy sztorit arról, hogyan képezte ki magát erre a különleges feladatra. A sztori tele van logikátlanságokkal és átlátszó mesékkel, de a többiek megerősítik Marshallt, és azt mondják, hogy teljesen igaza van, Barney bosszúságára. Állítása szerint egy harcművészeti központba ment először, ahonnét elküldték, de egy gyerektől megtudta, hogy egy speciális módszert el lehet sajátítani, melyhez három mestert kell felkeresnie. Ők fogják megtanítani neki a sebesség, az erő, és a pontosság titkát. Ezután Sanghajba utazik, ahol elsajátítja a megfelelő sebességet, majd a Pofon-hegyre a második tanítóhoz, ahol az erőt, és végül Cleveland-be, ahol a pontosságot. A sebesség tanára különös módon emlékeztet Robinra, az erőé Lilyre, a pontosságé pedig Tedre.
A történet csattanója azonban az, hogy Marshall nem tudta elsajátítani a pontosság módszerét, ezért a jelenbe visszaérve melléüt. Barney pánikba esve rohan a fák közé, ahol Marshall utoléri, és felfedi, hogy mégiscsak megtudta, mi a pontosság módszertana. Felpofozza Barneyt, majd felkonferálja a Boyz II Men együttest, akik eléneklik Marshall "You Just Got Slapped" című dalát. Végül közli, hogy egy pofon még hátravan...

## Kontinuitás
- Az erő elsajátításához Marshallnak fel kell pofoztatnia magát olyan nőkkel, akikkel Barneynak kapcsolata volt és megsértette őket. Ők voltak: Őrült Meg, Shannon, Shelly, Katrina, Mrs. Douglas, és Nora.

## Jövőbeli visszautalások
- A pofon nyoma a következő epizódban is látható Barney arcán.
- Az utolsó pofont "Az oltár előtt" című részben kapja meg.

|  | Itt a vége a cselekmény részletezésének! |